# Psychotria lancilimba
Psychotria lancilimba är en måreväxtart som beskrevs av Elmer Drew Merrill. Psychotria lancilimba ingår i släktet Psychotria och familjen måreväxter. Inga underarter finns listade i Catalogue of Life.